# 拉庫奇 (佛羅里達州)
拉庫奇（英語：Lacoochee）是位於美國佛羅里達州帕斯科縣的一個人口普查指定地區。

## 地理
拉庫奇的座標為28°27′48″N 82°10′18″W / 28.46333°N 82.17167°W，而該地最高點為海拔高度22米（即72英尺）。

## 人口
根據2010年美國人口普查的數據，拉庫奇的面積為7.40平方千米，當中陸地面積為7.40平方千米，而水域面積為0.00平方千米。當地共有人口1345人，而人口密度為每平方千米181人。